# Maharana Pratap
Pratap Singh I [हिंदी:महाराणा प्रताप](9 mai 1540 - 19 janvier 1597), populairement connu sous le nom de Maharana Pratap, était le 13e roi de Mewar, une région du nord-ouest de l'Inde dans l'état actuel du Rajasthan. Il était intitulé "Mewari Rana" et était remarquable pour sa résistance militaire contre l'expansionnisme de l'Empire moghol. Il était le roi de la dynastie Sisodia Rajput à Udaipur, Mewar. Son nom est immortel pour la bravoure et la détermination de l'histoire. Il n'a pas accepté la soumission de l'empereur moghol Akbar et a lutté pendant de nombreuses années. Maharana Pratap Singh a également battu les Mughals à plusieurs reprises au combat.
Il est né à Kumbhalgarh, l'actuel Rajasthan, du Maharana Uday Singh et de sa mère Rani Jaywant Kanwar. Selon l'écrivain James Tod, Maharana Pratap est né à Kumbhalgarh, Mewar. Selon l'historien Vijay Nahar, selon la tradition de la société Rajput et le thème natal et le recensement de Maharana Pratap, Maharana Pratap est né dans les palais de Pali. Dans la guerre Haldighati de 158, Rana Pratap a pris 500 des Amer Sardar King Mansingh avec 500 Bhils. Face à une armée de 10 000 personnes. La contribution de Bhil Sardar Rana Punja ji à la guerre Haldighati était louable. Vous avez été sauvé par Jhala Mansingh, qui était encerclé par l'armée ennemie, et a demandé à Maharana de quitter le champ de bataille. Shakti Singh a sauvé Maharana en donnant son cheval. La chère Ashwa Chetak est également décédée. Cette guerre n'a duré qu'un jour mais elle a tué 14 000 personnes. Akbar a fait tous les efforts pour gagner Mewar. L'état de Maharana s'est aggravé de jour en jour. Bhamashah est également devenu immortel en accordant une subvention de 25 000 soldats pendant 12 ans.

## Lieu de naissance
Il y a deux hypothèses sur la question du lieu de naissance du Maharana Pratap. Le premier Maharana Pratap est né dans le fort de Kumbhalgarh parce que Maharana Udai Singh et Jayavantabai se sont mariés dans le palais de Kumbhalgarh. La deuxième croyance est qu'il est né dans les palais de Pali. Le nom de la mère de Maharana Pratap était Jayavanta Bai, fille de Sonagara Akhairaj de Pali. L'enfance de Maharana Pratap a été passée avec la communauté Bhil, il a appris les arts martiaux avec les Bhils, les Bhils appellent leur fils Kika, alors les Bhils appelaient Maharana comme Kika. Selon le livre de l'auteur Vijay Nahar, Hinduva Surya Maharana Pratap, Uday Singh était entouré de guerre et d'insécurité lorsque Pratap est né. Kumbhalgarh n'était en aucun cas en sécurité. Raja Maldev de Jodhpur était le plus puissant du nord de l'Inde à cette époque. Et le père de Jaiwanta Bai et fils de Soni, Sonagara Akheraj Maldev était un féodal et général de confiance.
Pour cette raison, Pali et Marwar étaient en sécurité à tous points de vue. C'est pourquoi Jayavanta Bai a été envoyée à Pali. V. Non. Jyestha Shukla Tritiya n ° 1597 Pratap est né à Pali Marwar. En recevant la bonne nouvelle de la naissance de Pratap, l'armée d'Uday Singh a commencé la marche et a remporté la victoire contre Banveer dans la guerre de Mavali et a pris la droite sur le trône de Chittor. Selon l'assistant principal, le lieu de naissance de Maharana Pratap reste à Juni Kachari Pali, vestige de la citadelle de Maharao. Ici, le temple de Kuldevi Naganachi de Sonagar est toujours en sécurité. Selon le livre, selon les anciennes traditions, le premier fils d'une fille est dans son pir.
Selon l'historien Arjun Singh Shekhawat, le thème natal du Maharana Pratap provient de l'ancien système dayman de minuit 17/12 à 12/57 à partir de la naissance. Il est important de connaître le soleil clair sur 5/51 Palma sur Sunrise 0/0, cela donne un droit d'aînesse favorisé. Si cet horoscope s'était produit à Chittor ou dans un endroit de Mewar, la quantité de lumière solaire du matin aurait été différente. Le calcul de l'emplacement par Pandit est similaire au signe du soleil tôt le matin Rashi Kala Vikala Pali.
L'histoire du livre du Dr Hukam Singh Bhati Sonagara Sanchora Chauhan 1987 et du livre de l'historien Muhta Nainasi Khyat Marwar Ra Pargana Ri est également évidente dans le passé "Kanye Javantabai du célèbre Thakur Akheraj Sonagara de Pali, V. No.1597, Jestha Sudi 3 dimanche après le lever du soleil 47 L'horloge a 13 ans a donné naissance à un enfant si resplendissant. Béni soit cette terre de Pali qui a donné naissance à un joyau comme Pratap".

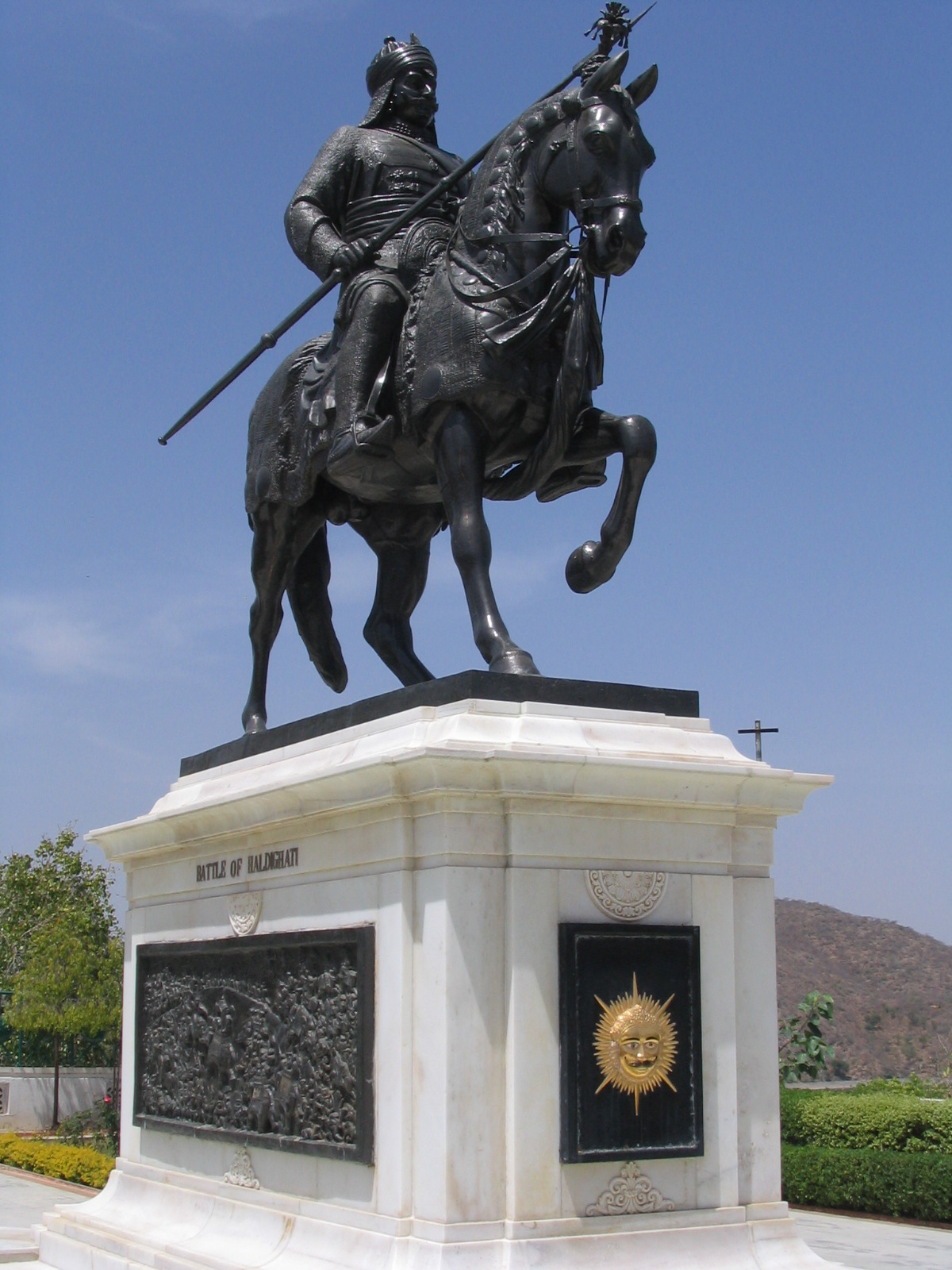
Statue de Maharana Pratap de Mewar à Udaipur.

## La vie
La deuxième reine Dheerbai de Rana Udai Singh, connue sous le nom de Rani Bhatiyani dans l'histoire de l'État, voulait faire de son fils Kunwar Jagmal le successeur de Mewar. En tant que successeur de Pratap, Jagmal entre dans le camp d'Akbar en guise de protestation. Le premier couronnement de Maharana Pratap a eu lieu à Gogunda le 28 février 1572, mais le deuxième couronnement de Rana Pratap en tant que loi a eu lieu dans le fort de Kumbhalgarh en 1572 apr. J.-C., le deuxième couronnement a également été assisté par Rao Chandrasen, le souverain Rathore de Jodhpur.
Rana Pratap a eu un total de 11 mariages dans sa vie. Ses femmes et ses fils et filles reçus de lui sont des noms.
Maharana Pratap, un chasseur de tigres à l'âge de 13 ans, était un dirigeant très riche et riche en intelligence depuis l'enfance, il était une fois son oncle et Maharana Pratap traversaient la jungle, quand un tigre devant eux a vu Gaya Bagh L'oncle a paniqué et s'est caché dans la peur. Dans le même temps, Maharana Pratap a bravement sorti un couteau et a jeté le tigre en l'air et à ce moment-là il n'avait que 13 ans.
Le fait le plus intéressant sous le règne de Maharana Pratap est que l'empereur moghol Akbar voulait mettre Pratap sous son contrôle, alors Akbar a nommé quatre ambassadeurs pour convaincre Pratap, dans lequel Jalal Khan est entré pour la première fois dans le camp de Pratap en septembre 1572 apr. J.-C. Dans la même séquence Mansingh (en 1573 apr. J.-C.), Bhagwandas (en septembre 1573 apr. J.-C.) et Raja Todarmal (décembre 1573 apr. J.-C.) sont arrivés pour expliquer Pratap, mais Rana Pratap a déçu les quatre, donc Rana Pratap a refusé d'accepter l'assujettissement des Moghols entraînant la guerre historique de la vallée de Haldi.

## Batailles et reconquête

### Bataille de Haldighati

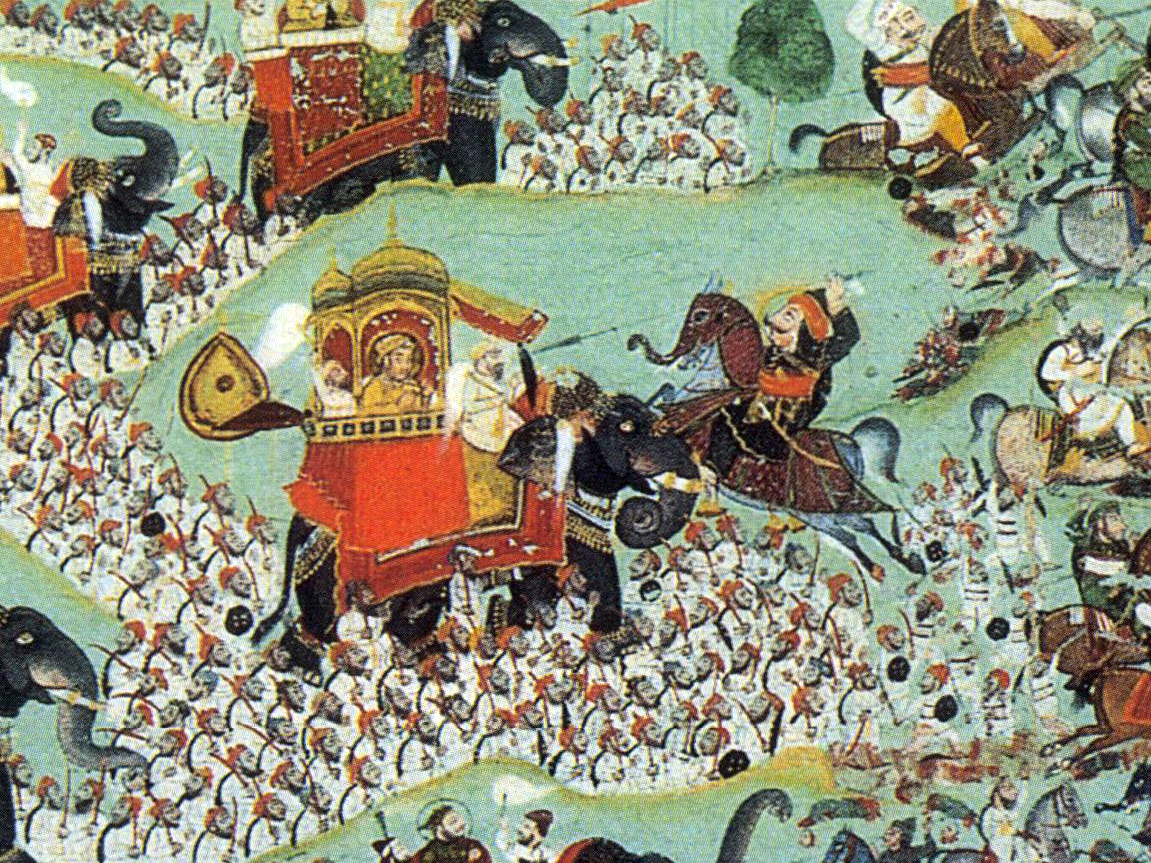
Peinture de Maharana Pratap dans la bataille de Haldighati.

Cette guerre a eu lieu entre Mewar et les Mughals le 14 juin 158 apr. J.-C. Dans cette guerre, l'armée de Mewar était dirigée par Maharana Pratap. Rila Poonja, le chef de l'armée Bhil était Bhil. Le seul chef musulman à avoir combattu au nom de Maharana Pratap dans cette guerre était Hakim Khan Suri.
Mansingh et Asaf Khan ont dirigé l'armée moghole dans cette guerre. Abdul Qadir Badayuni a raconté les yeux de cette guerre. Cette guerre a été indirectement qualifiée de Jihad par Asaf Khan. Rana Poonja Bhil a joué un rôle important dans cette guerre. Dans cette bataille, Jhalaman de Binda a sauvé la vie de Maharana Pratap en sacrifiant sa vie. Dans le même temps, le roi Gwalior 'Raja Ramshah Tomar' dormait également à Chirnidra avec ses trois fils 'Kunwar Shalivahan', 'Kunwar Bhawani Singh' Kunwar Pratap Singh 'et son petit-fils Balbhadra Singh et des centaines de guerriers courageux Tomar Rajput.
Les historiens pensent qu'il n'y a pas eu de victoire dans cette guerre. Mais si vu, Maharana Pratap Singh a remporté cette bataille. Combien de temps une poignée de Rajput se serait tenue devant la vaste armée d'Akbar, mais rien ne s'est passé, la bataille a duré une journée entière et les Rajputs avaient sauvé six des Moghols et le plus gros était que la bataille se soit déroulée face à face. L'armée du Maharana a forcé l'armée moghole à battre en retraite et l'armée moghole a commencé à fuir. Vous pouvez lire des informations plus détaillées sur cette guerre sur l'article de guerre de Haldighati.

### Vues de se rendre

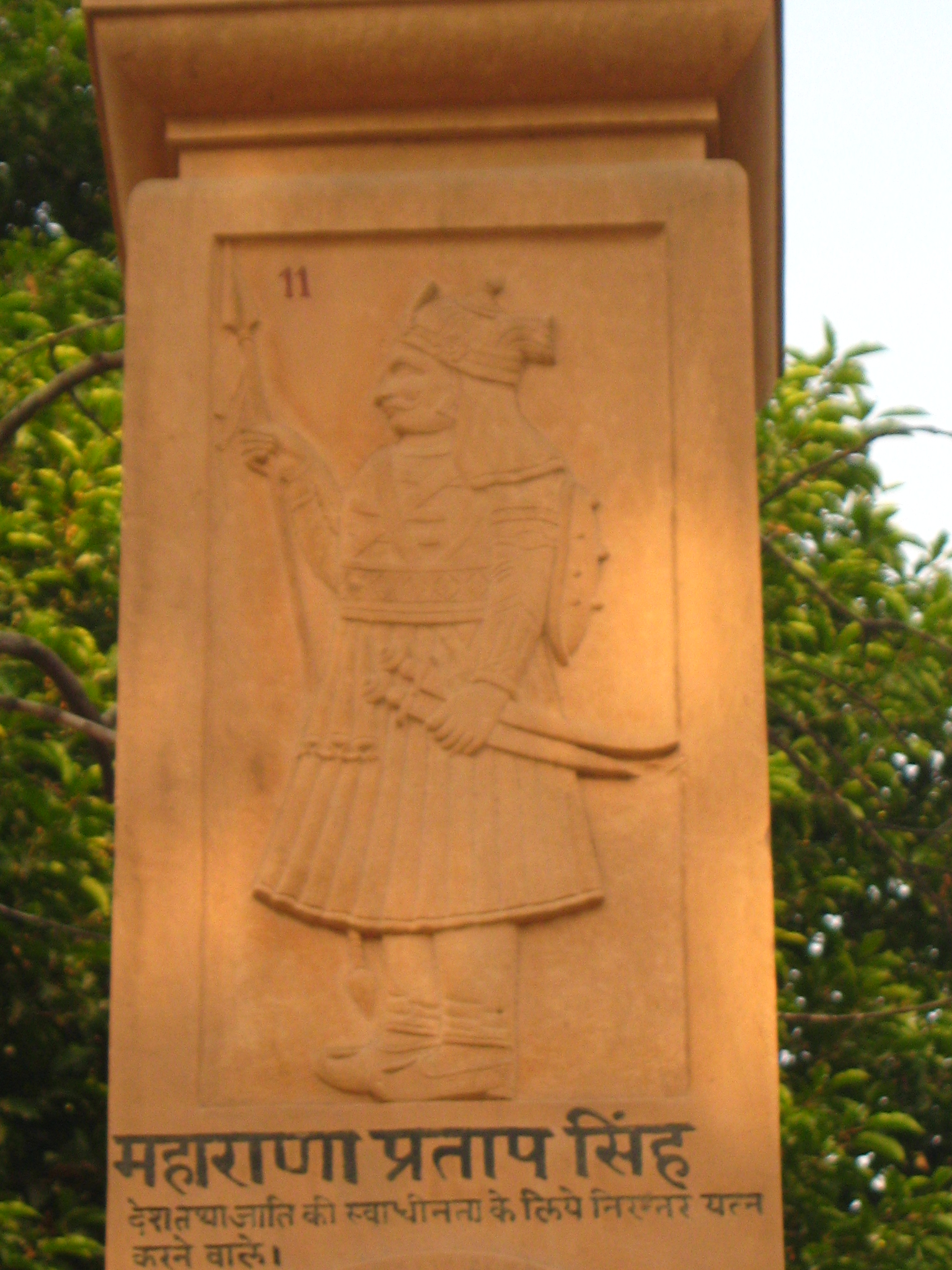
Rana pratap dans le temple de Birla.

Il retourna dans les bois et continua son combat. À la suite de l'échec d'une de ses tentatives de confrontation, Pratap a eu recours à des tactiques de guérilla. Utilisant ses collines comme base, Pratap a commencé à disperser massivement les troupes mogholes qui y campaient. Il était catégorique sur le fait que les troupes mogholes de Mewar ne devraient jamais trouver la paix: Akbar a mené trois soulèvements et a tenté en vain de trouver Pratap caché dans les montagnes. Pendant ce temps, il a reçu le soutien financier de Pratap Bamasha en tant que sympathisant. Bill, originaire des collines Aravalli, a aidé Pratap avec son soutien pendant la guerre et avec les moyens de vivre dans la jungle les jours de paix. Ainsi, de nombreuses années ont passé. James Todd écrit: "Sans même une pieuvre dans la série Aravalli, il n'y a aucun moyen pour un grand combattant de la liberté comme Maharana Pratap Singh d'être héroïque: quelque chose aurait pu remporter à la fois une victoire éclatante ou souvent une défaite massive." Lors d'un incident, Pills s'est enfui au bon moment et a enlevé des femmes et des enfants Rajput en les enlevant dans les profondes mines de zinc de Savar près d'Udaipur. Plus tard, Pratap a déplacé son emplacement à Sawand, dans la partie sud-est de Mewar. À la suite de la vague de recherche des Moghols, tous les exilés avaient vécu pendant des années dans la jungle, mangeant des baies sauvages, chassant et pêchant. Selon la légende, Pratap était dans des jours difficiles Pills a fui au bon moment et a enlevé les femmes et les enfants Rajput en les enlevant à travers les mines de zinc profondes de Savar près d'Udaipur. Plus tard, Pratap a déplacé son emplacement à Chawand, dans la partie sud-est de Mewar. À la suite de la vague de recherche des Moghols, tous les exilés avaient vécu pendant des années dans la jungle, mangeant des baies sauvages, chassant et pêchant. Selon la légende, Pratap était dans des jours difficiles Pills a fui au bon moment et a enlevé les femmes et les enfants Rajput en les enlevant à travers les mines de zinc profondes de Savar près d'Udaipur. Plus tard, Pratap a déplacé son emplacement à Chawand, dans la partie sud-est de Mewar. À la suite de la vague de recherche des Moghols, tous les exilés avaient vécu pendant des années dans la jungle, mangeant des baies sauvages, chassant et pêchant. Selon la légende, Pratap était dans des jours difficiles. Tous les déportés avaient vécu pendant de nombreuses années dans les contreforts en mangeant des baies sauvages, chassant et pêchant. Selon la légende, Pratap était dans des jours difficiles Tous les déportés vivaient depuis de nombreuses années dans les canyons avec des baies sauvages et chassaient et pêchaient. Selon la légende, Pratap était dans des jours difficiles a dû manger du chapatti à base de graines d'herbe.

### Lettre de Prithviraj Rathore et réponse ultérieure

#### Réponse de Prithviraj Rathore à Pratap
Quand les exilés mouraient de faim, ils ont écrit une lettre à Pratap Akbar, déclarant qu'il était prêt pour un règlement de paix. Le chef de Pratap (l'enfant de la sœur de sa mère) Prithviraj Rathore, qui était l'un des membres de la troupe d'Akbar, a déclaré:

« Les croyances des hindous sont basées sur la montée du soleil hindou mais Rana les a abandonnées. Mais c'est pour Pratap, tout sera considéré par Akbar au même niveau; Parce que nos chefs ont perdu leur courage et nos femmes ont perdu leur valeur. Dans notre course, Akbar est toujours un courtier de marché; Il a tout acheté en vrac mais seulement le fils d'Uday (Singh II Mewar); Il était trop loin pour son prix. Combien les Rajput respectaient Naurokoff [pendant le Nouvel An persan, Akbar choisit les femmes pour son plaisir]; Pourtant, combien de personnes considèrent que c'est du troc? Chittoor viendra-t-il sur ce marché…? Pratap Singh (affectueusement connu sous le nom de Patta) a dépensé sa richesse (pour les tactiques de guerre) et dans des bataillons, bien qu'il ait conservé ce trésor. Le chagrin a poussé les humains sur ce marché, et ils ont vu leur estime de soi souffrir: seuls les descendants de Hammir (Maha Rana Hammir) étaient protégés contre un tel crime. Le monde peut se demander d'où vient l'aide indirecte pour Pratap? Pas de n'importe où mais avec sa virilité et son épée. Le courtier du marché humain (Akbar) va quitter ce monde un jour; Il ne vivra pas éternellement. Alors notre race arrivera-t-elle à Pratap, qui va semer des graines de Rajput dans des terres inhumaines? Selon lui, tout le monde veut le préserver, raviver et illuminer sa sainteté. Ce ne serait pas crédible si Pratap Akbar était appelé l'empereur, car le soleil se lève d'une manière ou d'une autre dans une direction plus rapide. Où devrais-je me tenir Mets ton épée autour de mon cou? Ou porter fièrement? Dis ça? M'a dit. Ce ne serait pas crédible si Pratap Akbar était appelé l'empereur, car le soleil se lève d'une manière ou d'une autre dans une direction plus rapide. Où devrais-je me tenir Mets ton épée autour de mon cou? Ou porter fièrement? Dis ça? M'a dit. Ce ne serait pas crédible si Pratap Akbar était appelé l'empereur, car le soleil se lève d'une manière ou d'une autre dans une direction plus rapide. Où devrais-je me tenir Mets ton épée autour de mon cou? Ou prenez-le fièrement? Dis ça? »

#### Réponse de Pratap à Prithviraj Rathore et Akbar
Ainsi Pratap lui répondit:

« Mon seigneur Ekling, Pratap est simplement appelé l'empereur turc, le mot «turc» est un terme péjoratif dans de nombreuses langues indiennes et le soleil apparaîtra certainement à l'est. "Vous pouvez porter votre fierté tant que l'épée de Pratap tourne sur la tête des Mughals." En ce qui concerne le sang de Sanga, si vous voulez être patient sur Akbar! Vous devez avoir amélioré le mot guerre. " »

### Bataille de Dewar

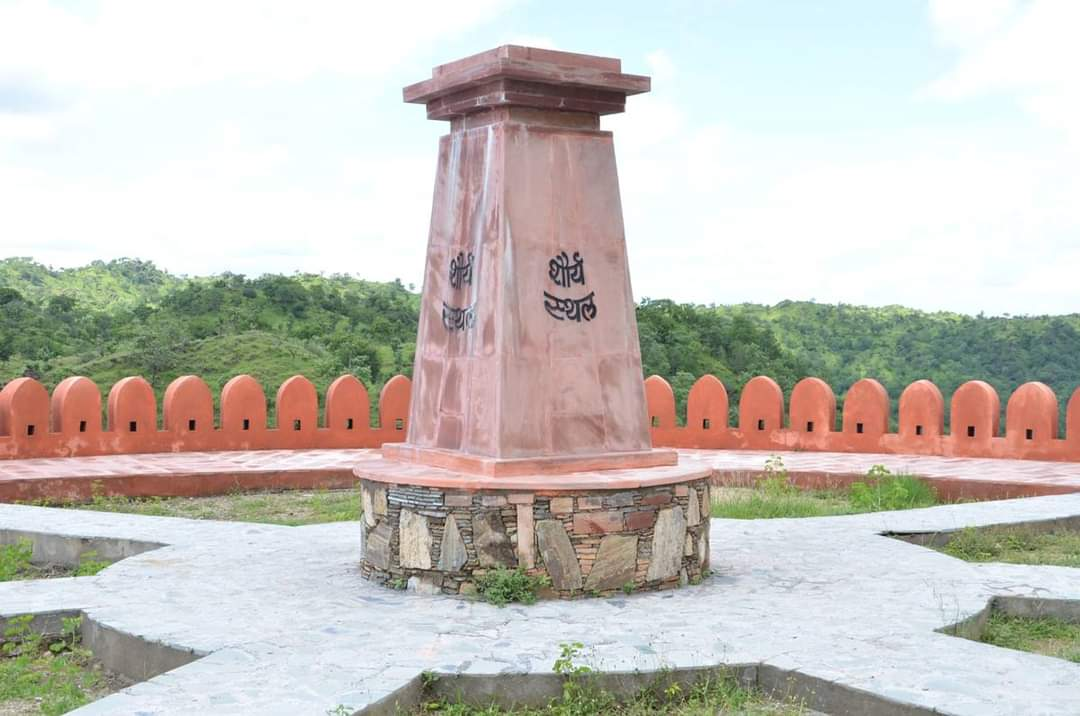
Mémorial de la bataille de Dewair 1582.

Dans l'histoire du Rajasthan, la guerre de Diwar est considérée comme une guerre importante en 1582, car dans cette guerre les royaumes perdus de Rana Pratap ont été récupérés, après quoi une longue lutte entre Rana Pratap et les Moghols a eu lieu sous forme de guerre, en raison de laquelle Le colonel James Todd a appelé cette guerre le "Marathon de Mewar".
Au nord de Mewar, la rivière Dewar est unique à d'autres endroits. Sa position est entre la chaîne de montagnes de Madaria et Kumbhalgarh. Dans les temps anciens, cette région montagneuse était dominée par Gurjara Pratiharas, qui s'appelait Mer en raison de son installation dans cette région. Il existe de nombreux vestiges des habitats de cette caste à son origine. À l'époque médiévale, les Rajputs de la caste Deora sont devenus dominants ici, dont les colonies se sont installées dans les parties fertiles environnantes et se sont étendues à la girwa intérieure près d'Udaipur. Aujourd'hui encore, les Deora Rajputs sont habités en grand nombre dans les régions vallonnées de Chikli. Après les Devadas, les Rajput de la branche de Rawat se sont installés ici.
Plusieurs raisons ont poussé ces différentes communautés à s'installer à Diwara. Tout d'abord, Diwar a une importance stratégique, la communauté qui a été célèbre pour sa bravoure, ils se sont installés ici en raison de leur bravoure et de leur influence établie les uns sur les autres. Une autre raison importante est que sa position est sur de telles routes d'où l'échange de Marwar, Malwa, Gujarat, Ajmer a été facilité. Ces itinéraires peuvent encore être considérés comme des itinéraires accidentés avec des vallées étroites. En raison du mouvement avec eux pendant des siècles, il y a un temps sur les signes des pierres supérieures des chevaux. L'eau ne manque pas non plus dans les itinéraires, pour lesquels les restes du barrage des sources sont visibles partout. Du point de vue de la sécurité, les ruines des points de contrôle sont également visibles d'un endroit à l'autre. Quand Akbar a occupé Kumbhalgarh, Deogarh, Madariya, etc., Dewar a été choisi comme site de défense pour maintenir des relations avec les avant-postes là-bas. Un important contingent de cavaliers et d'éléphants y était gardé. C'était aussi un endroit facile pour envoyer la logistique aux avant-postes.
Alors que Maharana Pratap était occupé à installer des colonies dans les endroits montagneux de Chhappan et à désoler les champs dans les parties plates de Mewar, Akbar est resté impliqué dans l'envoi de nourriture des postes de l'armée du nord par la route de Diwar. Les politiques de Pratap réussirent à supprimer cinquante-six postes et à affaiblir les avant-postes de Mewar situés au centre, mais le centre de Dewar était toujours fort pour les Moghols.

Dans ce contexte, le Maharana Pratap de Dewar et la lutte des Mughals étaient liés. Pour se préparer à cette guerre, Pratap a préparé un nouveau plan pour renforcer son pouvoir. Cependant, la zone de cinquante-six était devenue moghole et en raison du manque de logistique dans le centre de Mewar, les avant-postes moghols étaient disparus, maintenant seulement dans le nord de Mewar, il était nécessaire de prendre des mesures en ce qui concerne les avant-postes moghols et Diwars.

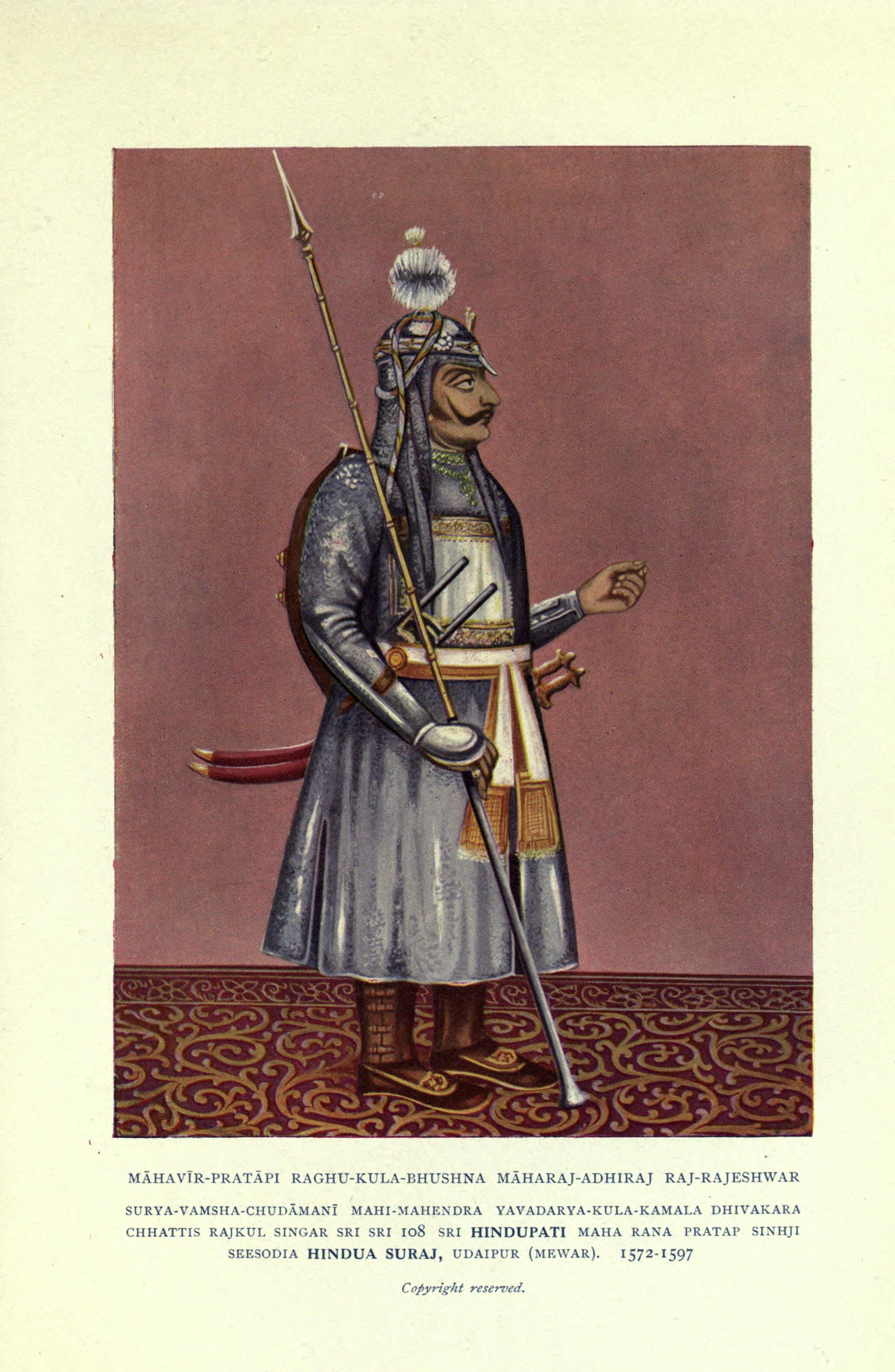
Image de Pratap Singh à Fort de Kumbhalgarh.

À cet égard, le Maharana a commencé à envoyer ses expéditions vers le Gujarat et Malwa ainsi que des raids dans la juridiction moghole environnante. Dans la même séquence, Bhamashah, qui était le chef de Mewar et un pionnier du système militaire, a marché sur le Malway et a collecté une énorme somme d'argent, prenant 2,3 lakh roupies et 20 000 Achrafis en punition. En apportant cette somme, il a dédié le Maharana au village de Chuliya. Pendant ce temps, lorsque Shahbaz Khan est revenu déçu, Maharana a établi son autorité sur les postes de police moghole de Kumbhalgarh et de Madariya. La possession du Maharana à ces deux endroits était indicative du plan de capture de Dewar.
Par conséquent, une nouvelle armée a été organisée pour réussir dans cette direction. La logistique et les armes étaient rassemblées partout. De l'argent et des installations ont été mis à la disposition des soldats. L'enthousiasme de Sirohi, Eider, les collègues de Jalore a été renforcé. Tous ces arrangements ont été faits en secret. Les Mughals ont eu l'illusion que Pratap quittait Mewar pour aller ailleurs. Les soldats des avant-postes moghols restés d'une telle atmosphère de confusion ont commencé à rester passionnés. Quand toutes sortes de préparations ont été faites, Maharana Pratap, Ku. Amarsingh, Bhamashah, Chundavat, Shaktawat, Solanki, Padihar, les Rajputs de la branche Rawat et d'autres chefs Rajput ont marché avec force vers Dewar. Les autres routes et routes du Diver ont été établies avec des groupes Bhils, de sorte que les postes militaires restants ailleurs à Mewar ne pouvaient pas être connectés avec les Dewar.
Soudain, l'armée du Maharana a atteint Dewar, il y a eu une ruée dans le contingent moghol. Les soldats moghols ont quitté la vallée à la recherche des plaines et ont fui vers le col nord. Maharana a suivi l'armée en marche avec son entourage. La route vers la vallée était si épineuse et cahoteuse que les soldats moghols avaient l'habitude de se battre dans la bataille sur le terrain ont été désorientés. Enfin, à l'autre bout de la vallée, où il y avait une certaine largeur et il y avait aussi une source de la rivière, Maharana les a capturés. Officier moghol du poste de police de Dewar, Sultan Khan Amarsingh l'a assiégé et l'a attaqué avec une lance de telle manière qu'il a traversé le corps du cheval, déchirant Sultankhan. La vie de cheval et de cavalier s'est envolée. Maharana a également fait le travail de Bahlokhan et de son cheval. Un chef Rajput a coupé la patte arrière de l'éléphant avec son épée. Vijayashree Maharana était impliqué dans cette guerre.
Cette victoire du Maharana s'est avérée si efficace qu'elle a conduit les commissariats de police moghol qui étaient à Mewar en état actif ou inactif, dont le nombre serait de 36, se sont levés d'ici. L'armée impériale, qui mentait comme des prisonniers, a combattu, affronté, affamé et s'est enfuie vers les territoires moghols. Même avant 1585 apr. J.-C., Akbar est devenu indifférent à Mewar en raison du problème du nord-ouest, qui a donné au Maharana maintenant une bonne occasion de rejoindre l'intérêt public en construisant une nouvelle capitale à Chawand. La conquête de Dewar est un brillant record dans la vie de Maharana. Là où la bataille de Haldighati était une guerre de victoire morale et d'épreuve, la guerre de divor-rapli est devenue une guerre décisive. À la suite de cette victoire, l'autorité du Maharana sur l'ensemble de Mewar a été établie. Dans un sens, lors de la bataille de Haldighati, les Rajput ont remboursé le sang du Diywar. La conquête de Diver a prouvé que la valeur, la détermination et la fierté de la lignée du Maharana étaient irréfutables et indélébiles, la bataille a également montré que la force morale du sacrifice du Maharana et son esprit de sacrifice avaient vaincu la politique autoritaire. Le colonel Todd a qualifié la bataille de Haldighati de «Thermopole» et de «Mérothan». Tout comme une petite unité comme Athènes a vaincu la puissante puissance de la Perse dans «Mérothan», de même un petit État comme Mewar a vaincu la vaste force militaire de l'État moghol à Dewar.

### Succès et expiration

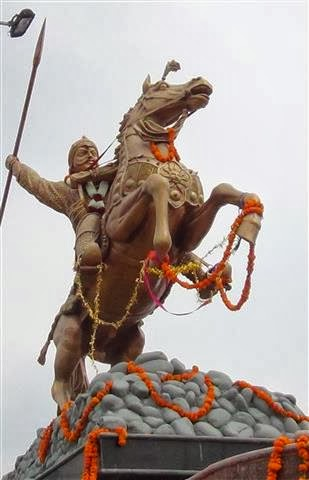
Statue de Maharana Pratap par le président de l'Inde.

Plus tard, de 1579 à 1585, des rébellions se poursuivaient dans les territoires occupés par les Moghols de l'est de l'Uttar Pradesh, du Bengale, du Bihar et du Gujarat et le Maharana gagnait également des forteresses les unes après les autres, de sorte qu'Akbar est resté modéré dans la suppression de cette rébellion et de Mewar. La pression des Moghols a diminué. Maharana a profité de cette chose en 1585 apr. J.-C. À Mewar, les efforts de libération se sont intensifiés. L'armée du Maharana a commencé à attaquer les avant-postes moghols et immédiatement l'autorité du Maharana a été rétablie à 36 endroits importants, y compris Udaipur.
Au moment où Maharana Pratap a accédé au trône, son pouvoir a été rétabli sur autant de terres qu'il avait autorité sur la terre de Mewar. Même après douze ans de lutte, Akbar ne pouvait pas le changer. Et ainsi Maharana Pratap a réussi à libérer Mewar après une longue période de lutte et cette fois s'est avérée être un âge d'or pour Mewar. L'éclipse d'Akbar sur Mewar s'est terminée en 1585 apr. J.-C. Après cela, Maharana Pratap s'est engagé dans le confort de son royaume, mais malheureusement après ses onze ans, il mourut le 19 janvier 1597 dans sa nouvelle capitale Chavand,.
Craignant le Maharana Pratap Singh, Akbar a déménagé sa capitale à Lahore et a amené Maharana au ciel après son arrivée au ciel.

## Mort
Maha Rana Pratap est décédée dans un accident en chassant. Il mourut à Chawand le 29 janvier 1597, à l'âge de cinquante-six ans. Sur le point de mourir, son fils, Amar Singh a été fait jurer que son prochain héritier continuerait à combattre les Moghols en permanence. Ainsi, ses circonstances difficiles ne l'ont pas rendu plus fort dans ses années de déclin; Il était courageusement debout jusqu'à la fin. Il a vécu sans dormir dans son lit, dormir par terre et vivre dans une hutte jusqu'à ce que son vœu de reprendre tout le royaume d'Akbar capture Chittoor.
Amar Singh, le fils de Maharana Pratap, a combattu dix-sept fois contre les Moghols, mais il les a acceptés conditionnellement comme dirigeants. À cette époque, les Rajputs de confiance du Maharana Pratap ont été libérés de l'illusion de la reddition et ont quitté le Rajasthan. La congrégation était composée de Rhodes, Theora Chowkans, Pariharas, Domaras, Kachwahs et Jhalaks. Ils ont été appelés «Roars» et se sont installés dans l'Haryana, dont seuls quelques-uns ont migré vers l'Uttar Pradesh. Même aujourd'hui, ils ne se marient pas avec d'autres Rajput mais la "permission Gotra" se produit toujours au sein de la communauté Roar.
Maharana Pratap est un grand héros aux yeux des Indiens et est très apprécié et aimé de son peuple. Dans un chapitre sombre de l'histoire hindoue, Pratap était le seul à rester ferme dans son honneur et sa dignité; Il n'a jamais abandonné sa dignité pour se défendre. Il est mort un homme fier et indépendant.